# Liste der Bodendenkmäler in Altendorf (Landkreis Bamberg)
Auf dieser Seite sind die Bodendenkmäler in der oberfränkischen Gemeinde Altendorf zusammengestellt. Diese Tabelle ist eine Teilliste der Liste der Bodendenkmäler in Bayern. Grundlage ist die Bayerische Denkmalliste, die auf Basis des Bayerischen Denkmalschutzgesetzes vom 1. Oktober 1973 erstmals erstellt wurde und seither durch das Bayerische Landesamt für Denkmalpflege geführt wird. Die folgenden Angaben ersetzen nicht die rechtsverbindliche Auskunft der Denkmalschutzbehörde.

## Bodendenkmäler der Gemeinde Altendorf

### Bodendenkmäler im Ortsteil Altendorf
| Lage                 | Objekt | Akten-Nr.     | Bild |
| -------------------- | --- | ------------- | ---- |
| Altendorf (Standort) | Siedlung der Linearbandkeramik, des Mittelneolithikums, des Endneolithikums, der späten Bronzezeit und der Urnenfelderzeit sowie oppidaähnliche Siedlung der mittleren und späten Latènezeit und Siedlung der römischen Kaiserzeit; dazu Gräber der Urnenfelderzeit. | D-4-6132-0280 |      |
| Altendorf (Standort) | Brandbestattungen der Hallstattzeit. | D-4-6132-0331 |      |
| Altendorf (Standort) | Brandgräber der Urnenfelderzeit sowie Siedlung der Urnenfelderzeit und der jüngeren Latènezeit. | D-4-6232-0007 |      |
| Altendorf (Standort) | Siedlung der Urnenfelderzeit und der Hallstattzeit. | D-4-6232-0009 |      |
| Altendorf (Standort) | Siedlung der Bronzezeit und der Urnenfelderzeit. | D-4-6232-0022 |      |
| Altendorf (Standort) | Siedlung der Urnenfelderzeit und der römischen Kaiserzeit. | D-4-6232-0023 |      |
| Altendorf (Standort) | Siedlung vor- und frühgeschichtlicher Zeitstellung. | D-4-6232-0194 |      |
| Altendorf (Standort) | Siedlung der Urnenfelderzeit und der jüngeren Latènezeit. | D-4-6232-0239 |      |
| Altendorf (Standort) | Siedlung der späten Bronzezeit oder der Urnenfelderzeit sowie der jüngeren Latènezeit und der Merowingerzeit. | D-4-6232-0240 |      |
| Altendorf (Standort) | Siedlung der späten Urnenfelderzeit. | D-4-6232-0279 |      |
| Altendorf (Standort) | Siedlung des Neolithikums. | D-4-6232-0284 |      |

### Bodendenkmäler im Ortsteil Seigendorf
| Lage                  | Objekt                                                  | Akten-Nr.     | Bild |
| --------------------- | ------------------------------------------------------- | ------------- | ---- |
| Seigendorf (Standort) | Siedlung der Linearbandkeramik und der Urnenfelderzeit. | D-4-6132-0104 |      |

### Bodendenkmäler im Ortsteil Seußling
| Lage                | Objekt | Akten-Nr.     | Bild           |
| ------------------- | --- | ------------- | -------------- |
| Seußling (Standort) | Siedlung des Neolithikums sowie frühmittelalterliches Gräberfeld. | D-4-6131-0091 |                |
| Seußling (Standort) | Spätlatènezeitliche Siedlung. | D-4-6131-0200 |                |
| Seußling (Standort) | Siedlung der Latènezeit, der Römischen Kaiserzeit, der Merowingerzeit und des frühen Mittelalters sowie Bestattungen des frühen Mittelalters.                                  | D-4-6231-0041 |                |
| Seußling (Standort) | Siedlung der Latènezeit. | D-4-6231-0042 |                |
| Seußling (Standort) | Archäologische Befunde des Mittelalters und der frühen Neuzeit im Bereich der Katholischen Pfarrkirche St. Sigismund von Seußling mit Vorgängerbauten und ummauertem Kirchhof. | D-4-6232-0210 | weitere Bilder |
| Seußling (Standort) | Freilandstation des Mesolithikums und Siedlung des Neolithikums. | D-4-6232-0259 |                |

### Bodendenkmäler im Ortsteil Trailsdorf
| Lage                  | Objekt                            | Akten-Nr.     | Bild |
| --------------------- | --------------------------------- | ------------- | ---- |
| Trailsdorf (Standort) | Siedlung der jüngeren Latènezeit. | D-4-6232-0249 |      |